# エレノア・ホルムズ・ノートン
エレノア・ホルムズ・ノートン（英語：Eleanor Holmes Norton、1937年6月13日 - ）は、アメリカ合衆国の政治家、弁護士。合衆国議会の議員を選出できないワシントンD.C.から、議員の代わりとしてアメリカ合衆国下院に派遣される代表（delegate）に選出されている。

## 概要
選挙区はコロンビア特別区全区選挙区選出であり、所属政党は民主党である。イェール大学在学中に公民権運動に参加、黒人フェミニズムの運動にも携わる。
1990年以降は同一選挙区から一貫して当選し続けている。現在では雇用機会の均等を求める運動に参加し、議会外で演説することもある。
| アメリカ合衆国下院            | アメリカ合衆国下院                                                     | アメリカ合衆国下院        |
| ----------------------------- | ---------------------------------------------------------------------- | ------------------------- |
| 先代 ウォルター・ファントロイ | コロンビア特別区州選出下院議員 コロンビア特別区州全区区 1991年1月3日 - | 現職                      |
| 公職                          |                                                                        |                           |
| 先代 ローウェル・W・ペリー    | 雇用機会均等委員会委員長 1977年5月27日- 1981年2月21日                  | 次代 クラレンス・トーマス |